# Турнеја Британских и Ирских Лавова по Јужноафричкој Републици 1962.
Турнеја Британских и Ирских Лавова по Јужноафричкој Републици 1962. (службени назив: 1962 British and Irish Lions tour to South Africa) је била турнеја острвског рагби дрим тима по Јужноафричкој Републици 1962. Спрингбокси су победили у три тест меча, док је један тест меч завршен нерешеним резултатом. Лавови су одиграли укупно 25 мечева, забележили 16 победа, 5 пораза и 4 ремија.

## Тим
Стручни штаб
- Главни тренер Х. Р. Мекибин, Ирска
- Менаџер Д. Б. Вафан, Енглеска

Играчи
'Бекови'
- Дејви Веб, Велс
- Нил Брофи, Ирска
- Џ М Ди, Енглеска
- Рони Кован, Шкотска
- Дејвид Хјуит, Ирска
- Рејмонд Хантер, Ирска
- Дики Џипс, Енглеска
- Кен Џонс, Велс
- Том Кирнан, Ирска
- Кери Џонс, Енглеска
- Ричард Шарп, Ирска
- Артур Смит, Шкотска
- Гордон Вадел, Шкотска
- Мајк Вестон, Енглеска
- Џон Вилкокс, Енглеска

'Скрам'
- Мајк Ламертон, Шкотска
- Глин Девиџ, Велс
- Џон Даглас, Шкотска
- Кингсли Џонс, Велс
- Вили Џон Мекбрајд, Ирска
- Брајан Мередит, Велс
- Сид Милар, Ирска
- Хејдн Морган, Велс
- Бил Малкеји, Ирска
- Дејвид Неш, Велс
- Алан Паск, Велс
- Буџ Роџерс, Енглеска
- Дејвид Рол, Шкотска
- Кејт Роландс, Велс

## Утакмице
| Утак. | Тим                               | Резултат | Тим    |
| ----- | --------------------------------- | -------- | ------ |
| 1.    | Родезија                          | 9:38     | Лавови |
| 2.    | Гиквеленд вест                    | 8:8      | Лавови |
| 3.    | Вестерн трансвал                  | 6:11     | Лавови |
| 4.    | Јужни универзитети                | 11:14    | Лавови |
| 5.    | Боланд                            | 8:25     | Лавови |
| 6.    | Јужнозападна Африка               | 6:14     | Лавови |
| 7.    | Северни трансвал                  | 14:6     | Лавови |
| 8.    | Спрингбокси                       | 3:3      | Лавови |
| 9.    | Натал                             | 3:13     | Лавови |
| 10.   | Источна провинција                | 6:21     | Лавови |
| 11.   | Оранџ фри стејт                   | 14:14    | Лавови |
| 12.   | Млада репрезентација Јужне Африке | 11:16    | Лавови |
| 13.   | Комбајнед сервис                  | 6:20     | Лавови |
| 14.   | Западна провинција                | 13:21    | Лавови |
| 15.   | Саут вест дистриктс               | 3:11     | Лавови |
| 16.   | Спрингбокси                       | 3:0      | Лавови |
| 17.   | Северни универзитети              | 6:6      | Лавови |
| 18.   | Трансвал                          | 3:24     | Лавови |
| 19.   | Спринбокси                        | 8:3      | Лавови |
| 20.   | Норт ист дистриктс                | 8:34     | Лавови |
| 21.   | Бордер                            | 0:5      | Лавови |
| 22.   | Централни универзитети            | 6:14     | Лавови |
| 23.   | Источни универзитети              | 19:16    | Лавови |
| 24.   | Спрингбокси                       | 34:14    | Лавови |
| 25.   | Источна Африка                    | 0:50     | Лавови |

| Победник турнеје 1962. |
| ---------------------- |
| Спринбокси (3-1-0)     |

## Статистика
Највише поена против Јужне Африке
Џон Вилкокс 5 поена

## Видео снимци
Сјајан есеј Спринбокса против Лавова
Springboks vs British Lions, 4th test, Bloemfontein, 1962 - Roux' try - YouTube